# Dębowa (góra)
Dębowa, Dębowa Góra – wzniesienie 506 m n.p.m. w południowo-zachodniej Polsce w Sudetach Wschodnich, w Masywie Śnieżnika – Krowiarkach.

## Położenie
Wzniesienie położone jest w Sudetach Wschodnich, w północno-zachodniej części Masywu Śnieżnika, na północno-zachodnim krańcu długiego grzbietu odchodzącego od Śnieżnika, w północno-zachodniej części Krowiarek, około 2,4 km, na południowy zachód od miejscowości Żelazno. Po południowo-zachodniej stronie góry u podnóża, położona jest miejscowość Gorzanów.
Jest to niewielkie wzniesienie, w kształcie kopca, o dość stromych zboczach z niewyraźnie podkreśloną częścią szczytową, położoną na wierzchołkowym grzbiecie na końcu pasma. Od północnego zachodu graniczy z Goryczką, a od południowego wschodu z Wapniarką. W południowej części wyrasta niewyraźny grzbiet zwany Antonówką. Na zboczach wśród lasu, występują pojedyncze wapienne skałki.

## Budowa geologiczna
Wzniesienie o zróżnicowanej budowie geologicznej, zbudowane ze skał metamorficznych – głównie łupków łyszczykowych, a podrzędnie z wapieni krystalicznych – marmurów kalcytowych i dolomitowych serii strońskiej, będącej częścią metamorfiku Lądka i Śnieżnika.

## Roślinność
Dębowa Góra porośnięte jest roślinnością kserotermiczną. Wzniesienie w całości wraz ze zboczem grzbietowym zajmuje las mieszany regla dolnego, pozostałe zbocza, poniżej wysokości 375 m n.p.m., zajmują łąki i częściowo pola uprawne.

## Historia
Kaplicę w 1660 roku wybudował ówczesny właściciel Gorzanowa hr. Johann Friedrich von Herberstein, a w 1665 roku poświęcił abp praski Ernst Adalbert von Harrach. Jest to budowla centralna na rzucie czterech przecinających się walców, przykryta kopulastym dachem z latarnią. W skromnym wnętrzu, klasycystyczne ołtarz główny z wizerunkiem patrona. Ponadto znajdują się tu jeszcze barokowe rzeźby MB Bolesnej, posąg klęczącego św. Onufrego i Ecce homo z XVIII wieku. Przy ścieżce rzeźbiarska scena Piety pod krzyżem z 1734 roku, w której Chrystus przedstawiony jest w pozycji półleżącej u stóp Matki. Fundatorem rzeźby był Jan Józef Marx. Kaplica wraz z figurami i przydrożnymi kapliczkami w przeszłości stanowiła miejsce pielgrzymek.

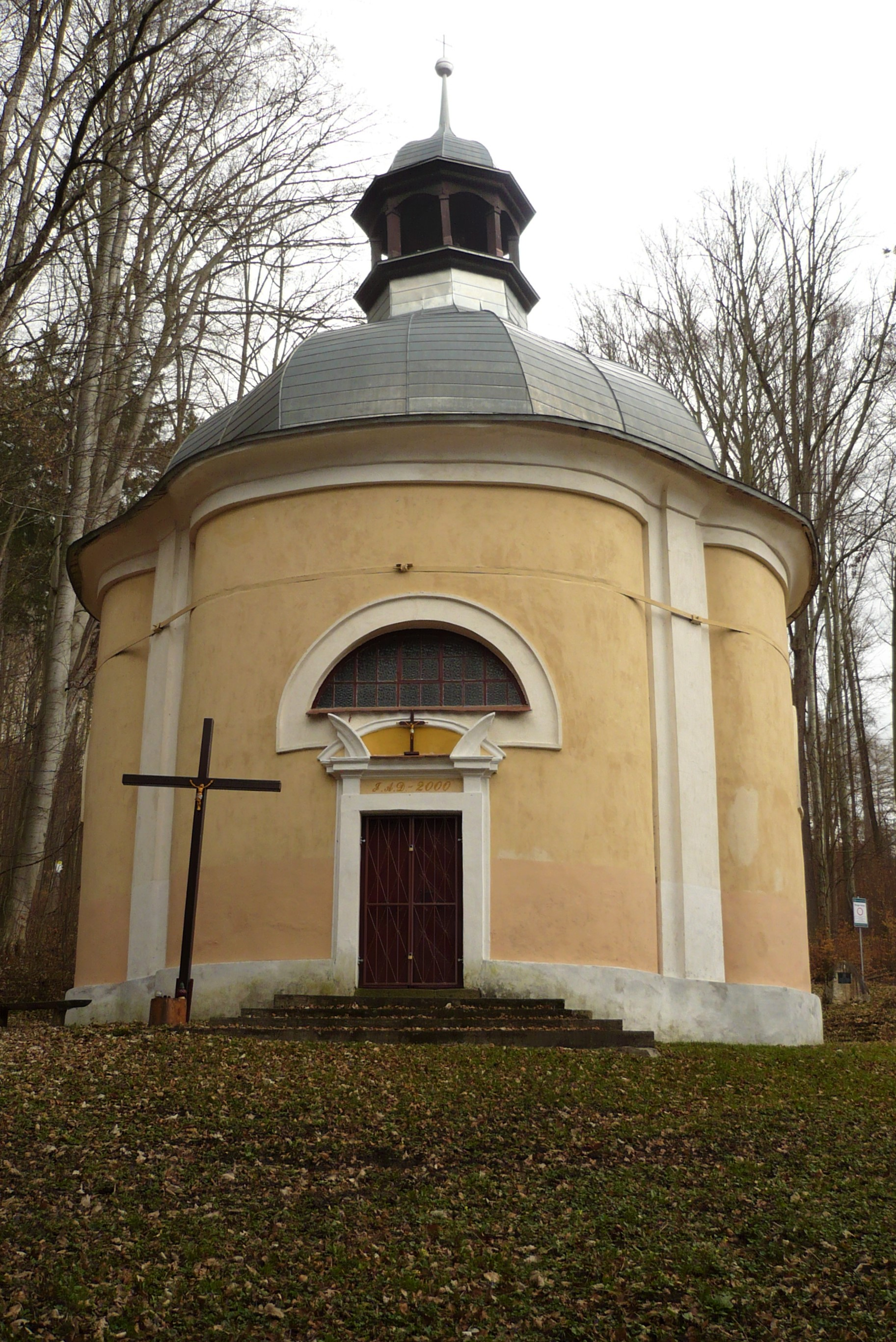
Kaplica św. Antoniego
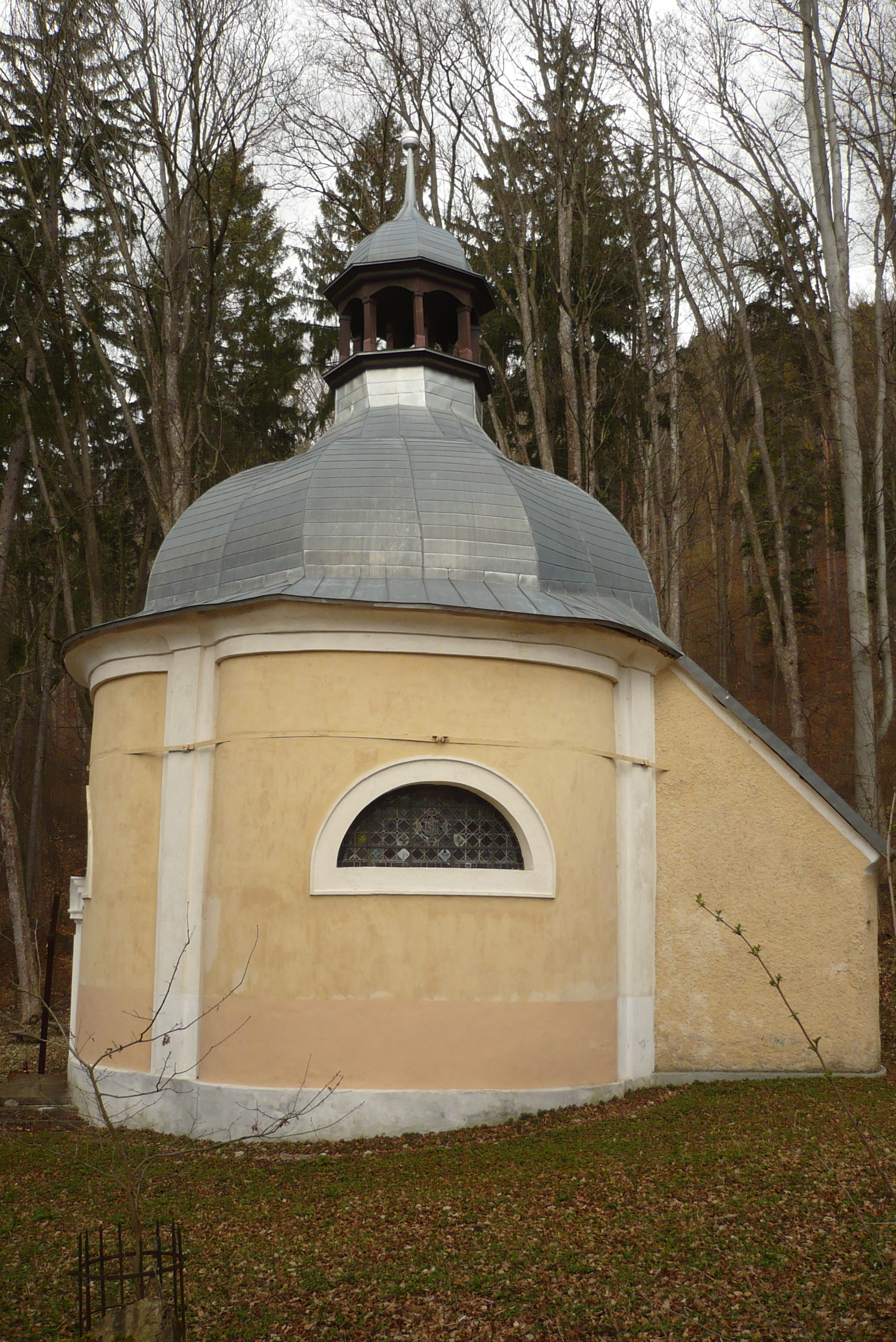
Kaplica św. Antoniego
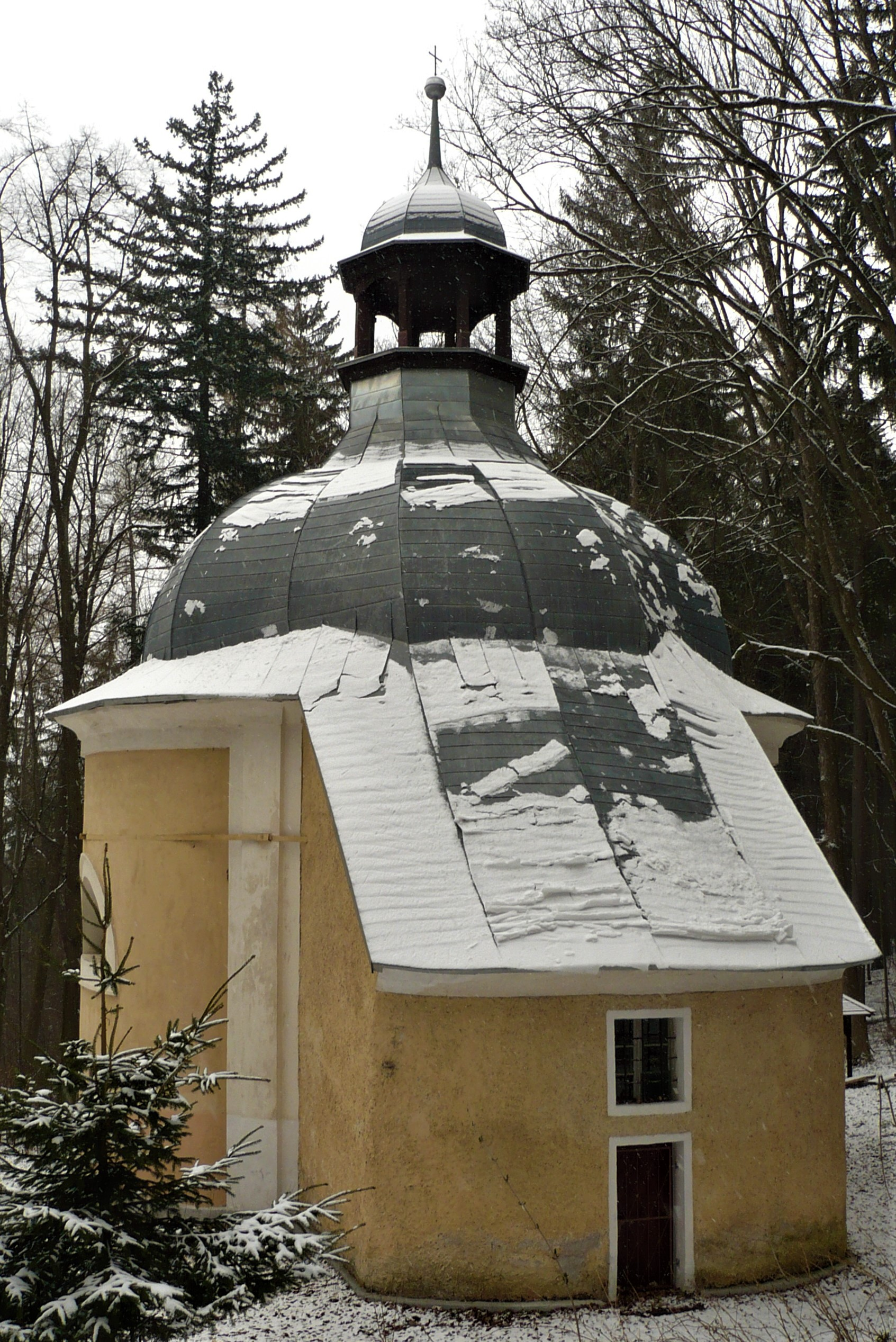
Kaplica św. Antoniego
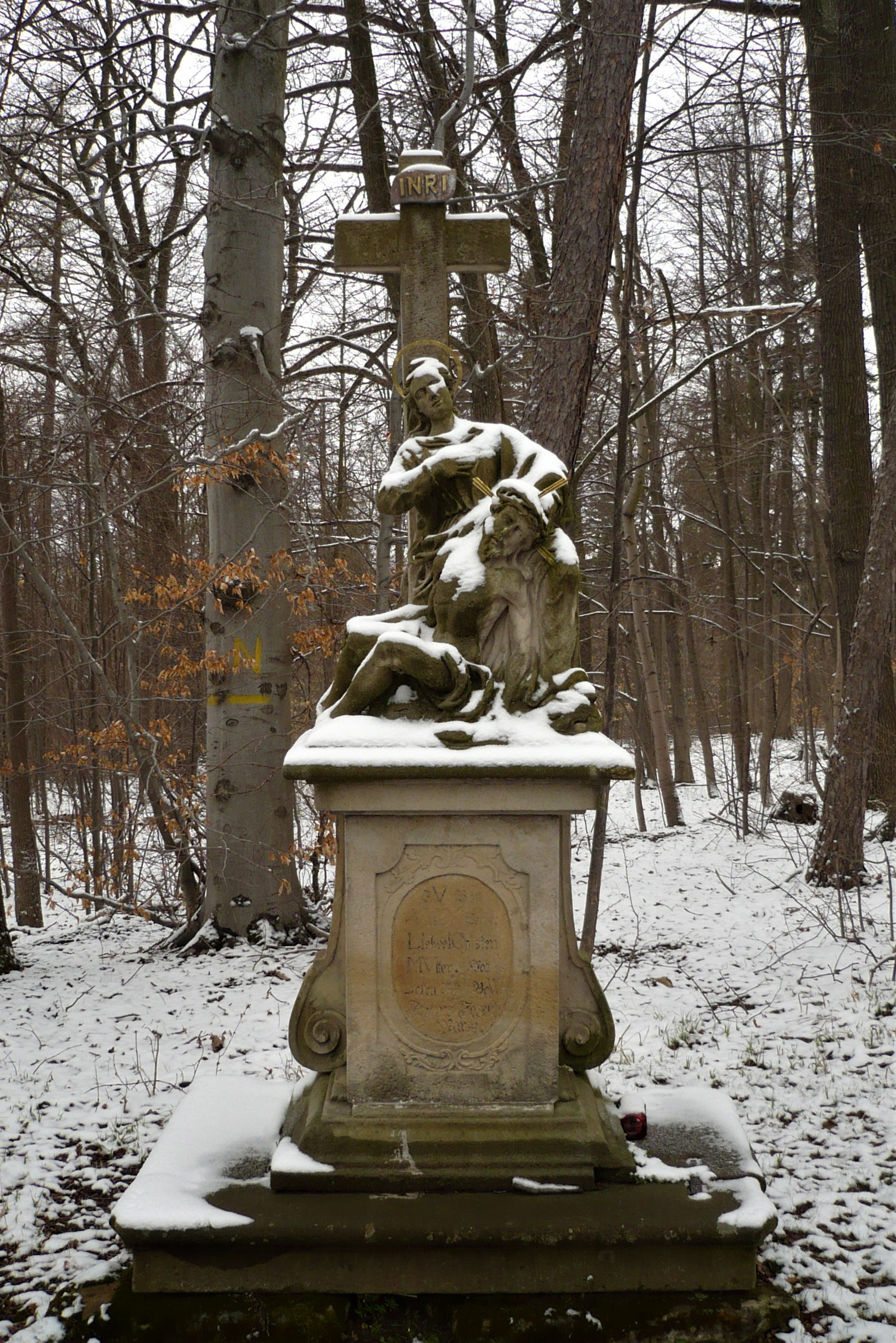
Pieta pod krzyżem
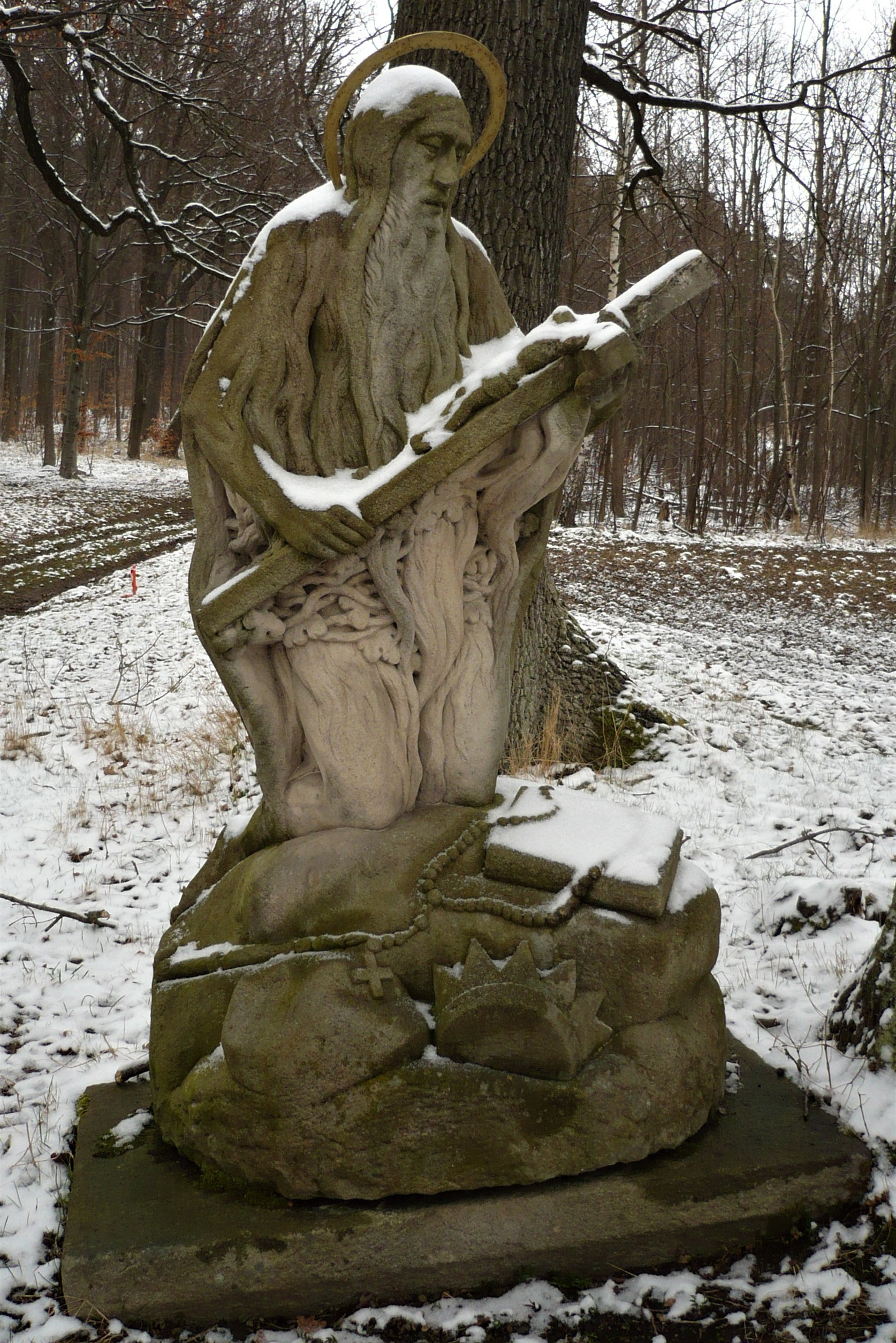
Posąg klęczącego św. Onufrego
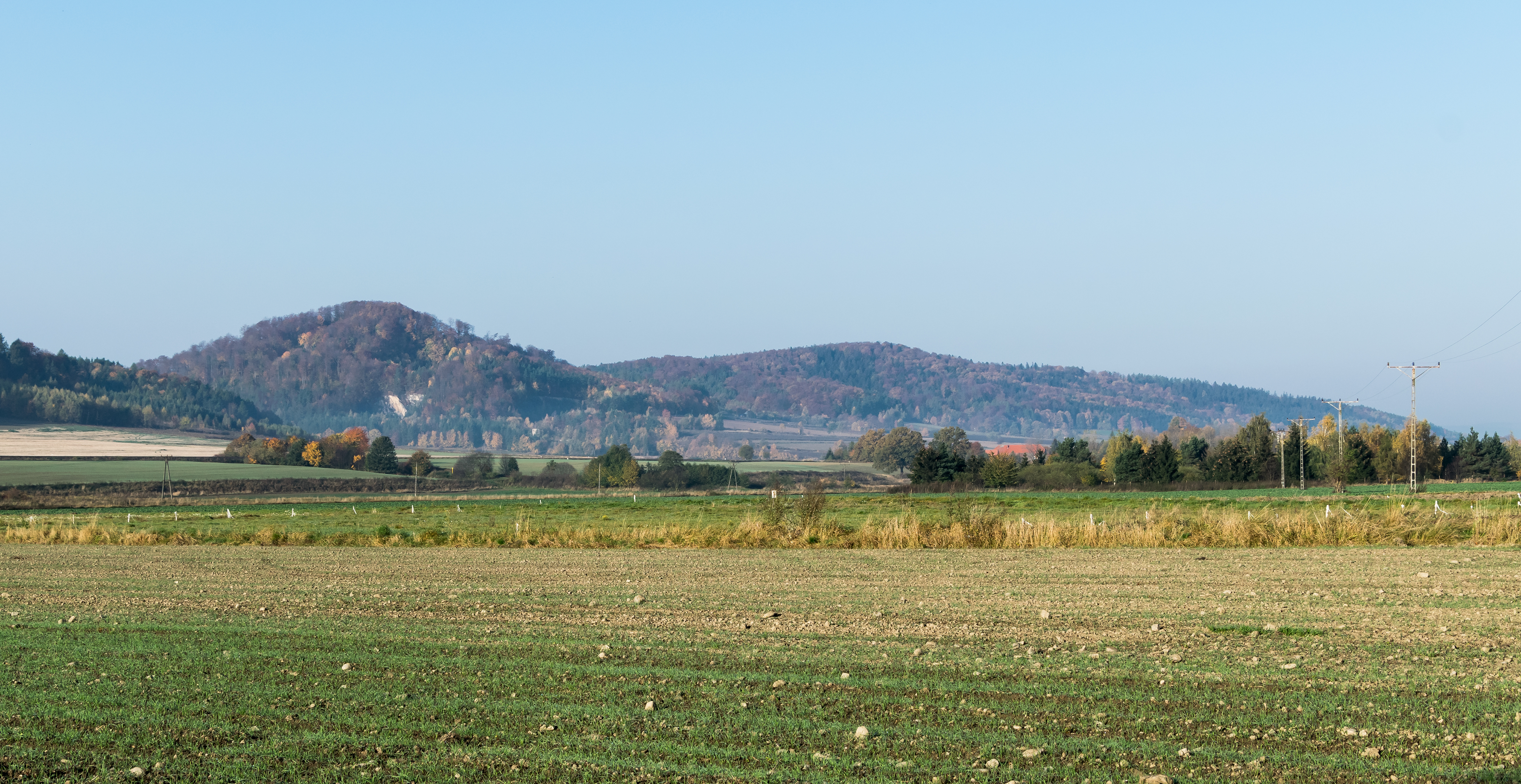
Wapniarka (L) i Dębowa (P), widok od wschodu
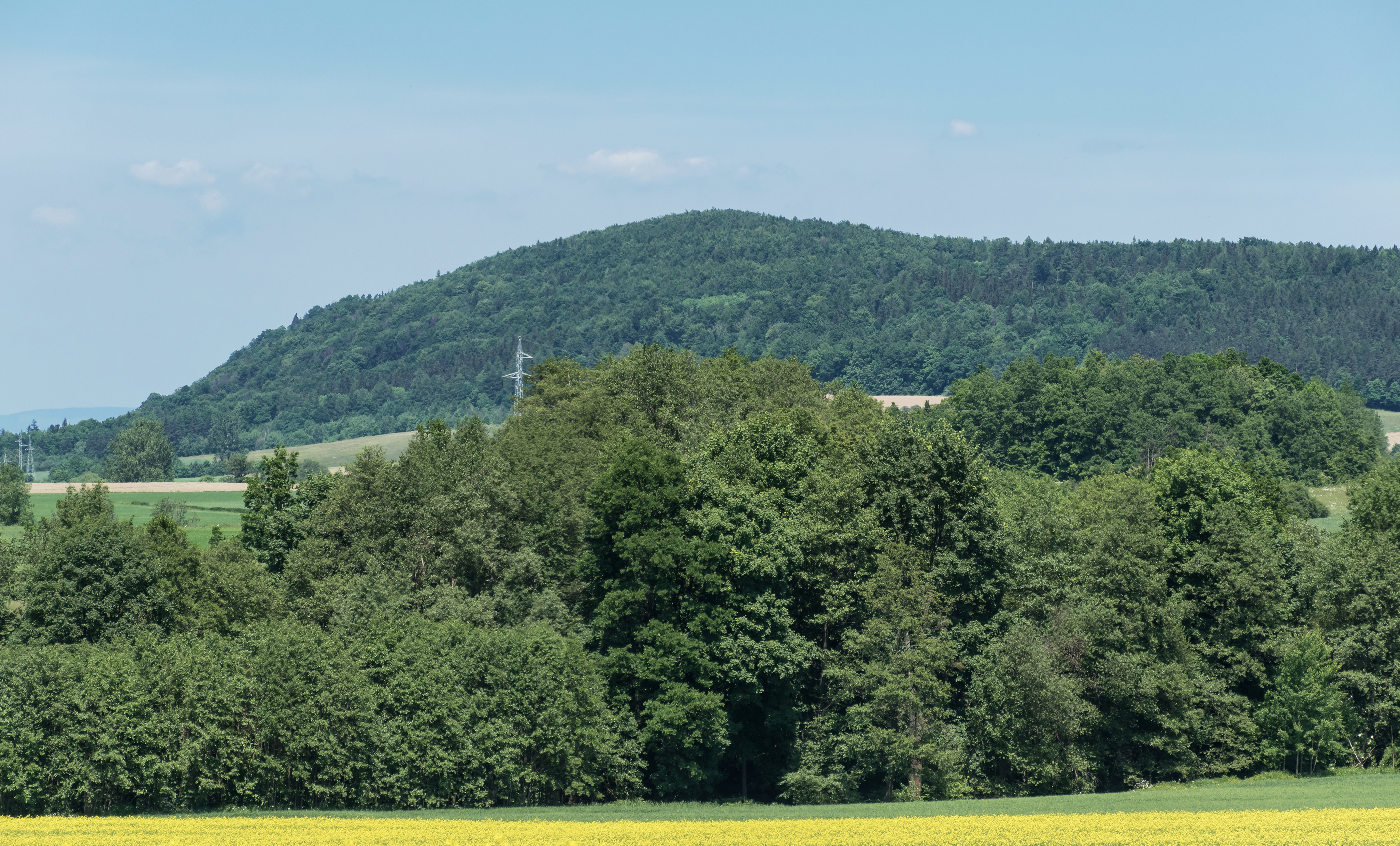
Widok od zachodu

## Turystyka
Obok szczytu przechodzi zielony szlak turystyczny, prowadzący z Romanowa do Bystrzycy Kłodzkiej. Prowadzi on południowym zboczem góry.
U podnóża południowego zbocza Dębowej, na miejscu nazywanym Antonówka stoi kaplica św. Antoniego Padewskiego z drugiej połowy XVII wieku. Kaplica wpisana jest do rejestru zabytków pod poz. 213/1985 z dn. 22.12.1971 r.